# جنگ نسل چهارم
جنگ نسل چهارم (انگلیسی: Fourth-generation warfare) منازعه‌ای است که با محو شدن تمایز بین جنگ و سیاست و تمایز بین پیکارگران و غیرنظامیان مشخص می‌شود. این منازعه به‌عنوان جانشین نسل سوم در مدل پنج نسلی نظریه نظامی قرار می‌گیرد.
این اصطلاح برای اولین بار در سال ۱۹۸۰ توسط تیمی از تحلیلگران ایالات متحده، از جمله ویلیام لیند، برای توصیف بازگشت جنگ به شکلی غیرمتمرکز استفاده شد. از نظر جنگ مدرن نسلی، نسل چهارم به معنای از دست دادن انحصار تقریباً کامل دولت‌های ملی بر نیروهای رزمی و بازگشت به شیوه‌های درگیری رایج در دوران پیش از مدرن است.
ساده‌ترین تعریف جنگ نسل چهارم شامل هر جنگی است که در آن یکی از شرکت‌کنندگان اصلی نه یک دولت، بلکه یک بازیگر خشونت‌آمیز غیردولتی باشد. نمونه‌های کلاسیک این نوع منازعه، مانند سومین جنگ بردگان تحت حکومت اسپارتاکوس، پیش از مفهوم مدرن جنگ وجود داشته‌اند.